# Jean-Jacques Dzialowski
 (décembre 2011).
Si vous disposez d'ouvrages ou d'articles de référence ou si vous connaissez des sites web de qualité traitant du thème abordé ici, merci de compléter l'article en donnant les références utiles à sa vérifiabilité et en les liant à la section « Notes et références ».
Jean-Jacques Dzialowski, né le 5 mars 1971 à Paris, est un illustrateur français et un dessinateur de bande dessinée et de comics.
Il a travaillé en France pour Semic et Bamboo ; aux États-Unis pour Marvel, DC Comics et Boom! Studios.

## Biographie
Après une maîtrise d'anglais à la Sorbonne, Jean-Jacques Dzialowski se tourne vers l'illustration et la bande dessinée. À la fin des années 1990, il publie des illustrations et des couvertures dans le fanzine Scarce, ce qui lui permet de se faire connaître d'un public d'amateur de super-héros. Au début des années 2000, il dessine des couvertures pour Kiwi ou Mustang, représentant des personnages comme Blek et Martin Mystère. Il dessine également plusieurs histoires de super-héros dans les pockets liés au Semicverse, sur des scénarios de Jean-Marc Lainé ou Jean-Marc Lofficier.
Passionné de comic books et de super-héros, il entre en contact avec des éditeurs américains, dont Marvel et DC Comics. Jean-Jacques Dzialowski réalise ainsi des épisodes de Batman qui seront rassemblés et traduits dans un album aux Éditions Semic en 2004. Pour le jeune éditeur Boom! Studios, il dessine également des épisodes de la série Fall of Cthulhu, d'après les récits et personnages de H. P. Lovecraft. 
La rencontre avec la direction de Bamboo Édition, au festival d'Angoulême en 2005, est déterminante. Chez cet éditeur, la série Groom Lake écrite par Hervé Richez lui permet de mélanger ses influences comics avec une approche plus européenne. Jean-Jacques Dzialowski travaille également pour Soleil dans l'album collectif Les Mondes de Lovecraft, sur des textes de Patrick Renault.

## Publications

### Bande dessinée (album)
- Batman : Prédateurs nocturnes, Semic, 2004
- Groom Lake (scénario de Hervé Richez), Bamboo coll. « Grand Angle » :

1. La Psychanalyse de l’oubli (2006)
2. Leur grand secret (2007)
3. La Légende de Blarney Stone (2009)
4. Soliloquy (2009)

- Histoire de Pilotes, scénario de Serge Scotto et Éric Stoffel, Idées + :

1. Les Premiers brevets, vol.1, dessins de Frédéric Allali, Rolland Barthélemy, Jean-Jacques Dzialowski, Michel Espinosa, Yves Plateau, Marcel Uderzo, 2010

- Les Mondes de Lovecraft, scénario de Patrick Renault, Soleil Productions :

1. Arcanes, dessins d'Olivier Peru, Jean-Jacques Dzialowski, Teddy Kristiansen, Christophe Palma, Stéphane Collignon[1], 2008  (ISBN 978-2-302-00202-9)

- Firewall, scénario de Xavier Bétaucourt, Bamboo, collection Grand Angle :

1. Technobyl, 2012  (ISBN 978-2-8189-2198-2)
2. Qui perd gagne, 2012  (ISBN 978-2-8189-2139-5)

### Bande dessinée (périodique)
- Ozark (scénario de Jean-Marc Lainé) dans Mustang, 2002-2003
- Homicron (scénario de Jean-Marc Lofficier) dans Fantask, 2001-2003
- Zembla (scénario de Jean-Marc Lainé), dans Spécial Zembla, 2001

### Comic book
- Nighthunter, Empire Comics, 2002-2003
- Batgirl #48 (scénario de Dylan Horrocks), DC Comics, 2004
- Thunderbolts #69 (scénario de Fabian Nicieza), Marvel Comics, 2002
- Detective Comics #789-790 et 792-794 (scénario d'A.J. Lieberman), DC Comics, 2004
- Batman: Legends of the Dark Knight #177-178 (scénario de Devin K. Grayson), DC Comics, 2004
- Common Foe (scénario de Keith Giffen), Boom! Studios, 2008
- Fall of Cthulhu (scénario de Michael Alan Nelson), Boom! Studios, 2008
- Whisper (scénario de Steven Grant), Boom! Studios, 2008

### Illustration
- Cap’tain Théo (textes de Siss & Matt), Magnard Jeunesse, 2004
- Créez vos super-héros (textes de Jean-Marc Lainé, co-illustré avec Chris Malgrain), Eyrolles, 2008
- Le Sens de la gravité (pochette pour le disque des Fatals Picards), 2009